# FC Hämeenlinna
FC Hämeenlinna är en fotbollsklubb i Tavastehus i Egentliga Tavastland i Finland. Klubben bildades 1991 genom sammanslagning av HPK:s fotbollssektion och Pallo-Kärpät. Den nya klubben började Trean, tog sig upp till Tvåan 1993 och tog sig sedan upp i Ettan men föll ur 1998. Klubben tog sig dock snabbt tillbaka till Ettan och vann den norra gruppen 2001. I kvalspelet besegrade FC Hämeenlinna först Villmanstrandslaget Rakuunat med 4-0 (1-0 hemma, 3-0 borta) och sedan Jaro med 4-2 (2-0 hemma, 2-2 borta), varmed föreningen för första gången kvalificerade sig för Tipsligan.
Debutåret i Tipsligan slutade med en tionde plats i grundserien och en tredje plats i kvalserien, varmed nytt kontrakt säkrades. Påföljande säsong spelades en rak serie och FC Hämeenlinna slutade då på elfte plats men 2004 slutade laget på fjortonde och sista plats, varmed klubben föll ur ligan. Samma år bildade klubben även ett aktiebolag.
Säsongen 2005 var det nära att raset fortsatte då klubben slutade på plats elva i Ettan och tvingade kvalspela sig kvar i serien (laget vann dubbelmötet mot SalPa med 7-1). Året efter blev det ånyo en elfte plats, vilket detta år tryggade nytt kontrakt utan kvalspel. I Ettan 2007 slutade FC Hämeenliina fyra, dock långt efter KuPS och RoPS som steg till Tipsligan. Säsongen 2008 föll laget dock på mållinjen då klubben slutade trea, en poäng bakom Helsingforslaget Vikingarna, som kvalade sig upp i Tipsligan. Sedan följde en nedåtgående trend med en sjätte plats 2009, tionde plats 2010, sjunde plats 2011 och slutligen en nionde plats 2012, vilket innebar degradering till Tvåan.
Åter i Tvåan har det blivit en fjärde plats i västra serien 2013 och en nionde plats 2014, vilket innebär att laget återfanns i Trean säsongen 2015.

### Fotnoter
1. ↑  ”FC Hämeenlinna blev aktiebolag”. Svenska Yle. 15 december 2004. https://svenska.yle.fi/artikel/2004/12/15/fc-hameenlinna-blev-aktiebolag. Läst 21 mars 2017.